# Хадон
Хадо́н (кор. 하동군?, 河東郡?, Hadong-gun) — уезд в провинции Кёнсан-Намдо, Южная Корея.
Является членом движения «Медленный город» (итал.  Cittaslow).

## История
Человеческие поселения на месте Хадона известны с древнейших времён. Во эпоху племенного союза Чингук здесь находилось поселение под названием Тасачхон (земля больших песков), а позже здесь располагалось племя Нанногук, одно из двенадцати племён, составлявших племенной союз Пёнхан. Согласно «Самгук саги» в период Трёх государств, здесь располагался уезд Хандаса, который в 757 году, во время правления вана Кёндока, был переименован в Хадон. В эпоху Корё Хадон сохранил своё название, изменив административный статус с гуна на хён. В 1414 году название было сменено на Ханам, а в 1740 году Хадону опять вернули прежнее название.

## География
Хадон расположен в западной части провинции Кёнсан-Намдо, что на юге Корейского полуострова. На востоке граничит с Чинджу и Сачхоном, на западе — с провинцией Чолла-Намдо, на юге — с Намхэ и на севере — с Санчхоном и Хамяном. Ландшафт преимущественно горный — на территории уезда находится часть Национального парка Чирисан. Крупнейшая река, протекающая по территории уезда — Сомджинган.
Климат, как и в остальной части полуострова муссонный, среднегодовая температура составляет 13,4 ℃ (2004 год), среднегодовое количество осадков — 1876 мм (самый высокий в стране показатель).

## Административное деление
Хадон административно делится на 1 ып и 12 мёнов:

| Название    | Хангыль | Площадь, км² | Население, чел | Внутреннее деление |
| ----------- | ------- | ------------ | -------------- | ------------------ |
| Хадонып     | 하동읍  | 29,5         | 11 694         | 8 ри               |
| Агянмён     | 악양면  | 52,69        | 3 757          | 14 ри              |
| Коджонмён   | 고전면  | 36,27        | 3 275          | 8 ри               |
| Кымнаммён   | 금남면  | 43,1         | 4 687          | 9 ри               |
| Кымсонмён   | 금성면  | 22,4         | 7 094          | 4 ри               |
| Окчонмён    | 옥종면  | 87,8         | 4 564          | 15 ри              |
| Пукчхонмён  | 북천면  | 32,96        | 1 999          | 6 ри               |
| Хвагэмён    | 화개면  | 134,36       | 3 651          | 9 ри               |
| Хвенчхонмён | 횡천면  | 34,54        | 2 409          | 7 ри               |
| Чоннянмён   | 적량면  | 41,8         | 2 307          | 6 ри               |
| Чингёмён    | 진교면  | 49,96        | 7 758          | 10 ри              |
| Чхонаммён   | 청암면  | 108,61       | 2 002          | 5 ри               |
| Янбомён     | 양보면  | 34,62        | 2 196          | 7 ри               |

## Экономика
В настоящее время в Хадоне действует свободная экономическая зона. Предприятия этой зоны расположены в строящемся на берегу моря районе площадью 12,6 км². Общая стоимость проекта свободной экономической зоны составляет около 1,2 трлн вон (около 1 млрд долларов США).

## Туризм и достопримечательности
- Национальный парк на горе Чирисан. Хадон делит территорию этого национального парка с несколькими другими соседними уездами. Здесь расположены живописные водопады Ыйсон и Пулиль.[5]
- Буддийские храмы эпохи Объединённого Силла Чильбульса и Ссангеса.[6]
- Традиционная даоистская деревня. Здесь в условиях, максимально приближенных к условиям жизни средневековой Кореи, живут около 100 человек.[7]
- Самсонгун — древний буддийский монастырь. В отличие от даоистской деревни, монастырь закрыт для посещения туристами, здесь до сих пор живут монахи и изучаются основы сон-буддизма.[8]
- Ежегодный чайный фестиваль, проходящий в конце весны каждого года.[9]

## Символы
Как и остальные города и уезды в Южной Корее, Хадон имеет ряд символов:
- Дерево: гингко — символизирует силу и доброту.
- Птица: голубь — является символом мира.
- Цветок: азалия — является символом успеха и процветания.
- Маскот: весёлый мальчик по имени Тасадоль.

## Города-побратимы
Хадон является городом-побратимом следующих городов:
- Анян, Республика Корея
- Кванъян, Республика Корея
- Кодже, Республика Корея
- Сондонгу, Республика Корея
- Хэундэгу, Республика Корея
- Чжанцю, Китай
- Яань, Китай
- Чжанцзяцзе, Китай